# Plasmasphère

Une représentation d'artiste du concept de magnétosphère :
1 : Onde de choc
2 : Magnétogaine
3 : Magnétopause
4 : Magnétosphère
5 : Lobe de magnéto-queue boréale
6 : Lobe de magnéto-queue australe
7 : Plasmasphère

La plasmasphère, ou magnétosphère intérieure, est une région toroïdale de la magnétosphère terrestre constituée de plasma de basse énergie (froid),. Le plasma froid est considéré comme ayant une énergie comprise entre quelques électronvolts et quelques dizaines d'électronvolts. Elle est située au-dessus de l'ionosphère. La limite extérieure de la plasmasphère est connue sous le nom de plasmapause. La plasmapause est située entre deux et six rayons terrestres à partir du centre de la Terre. La plasmapause est définie par une baisse d'au moins d'un facteur 10 de la densité plasmatique.

## Propriétés
En 2014, les observations satellitaires de la mission THEMIS ont montré que des irrégularités de densité peuvent se former dans la plasmasphère,.
Le plasma magnétosphérique le plus froid se trouve le plus souvent dans la plasmasphère mais ce plasma peut être détecté dans toute la magnétosphère car il est emporté par le champ électrique et magnétique. Lors de périodes de forte activité, telles des orages magnétiques, des morceaux entiers de plasma se détachent de celle-ci et sont éjectés vers la magnétosphère externe.
Les données recueillies par les sondes jumelles Van Allen montrent que la plasmasphère empêche les électrons ultra-rélativistes hautement énergétiques d'origine cosmique et solaire d'atteindre les orbites terrestres basses et la surface de la planète,.

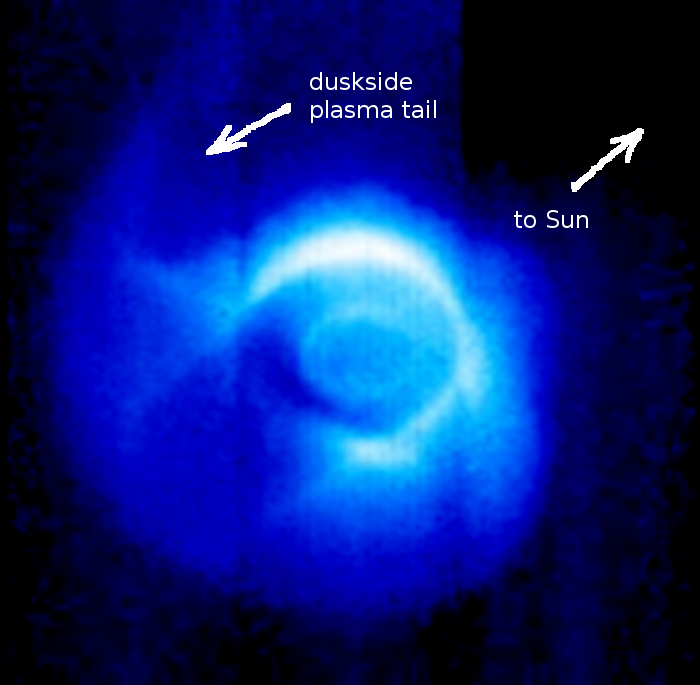
Une vue du satellite IMAGE montrant la plasmasphère de la Terre à l'aide de son instrument Extreme Ultraviolet (EUV) Imager.
- Visualisation des ceintures de radiation avec des particules chargées confinées (bleu et jaune) et la limite de la plasmapause (surface bleu-vert).